# 林权助
林权助（日语：／ Hayashi Gonsuke；1860年3月23日—1939年6月27日）是日本外交官，會津藩出身。1898年中国戊戌政变期间，与伊藤博文协助变法领袖梁启超逃离中国，并帮助张荫桓免除死刑。东北易帜前夕，曾受首相田中义一指使前往沈阳游说张学良停止与国民政府靠近未果。:390

## 榮典

### 爵位
- 男爵（1912年8月1日）

### 位階
- 正七位（1890年7月29日）
- 从六位（1891年12月21日）
- 正六位（1896年10月30日）
- 正五位（1899年2月20日）
- 从四位（1902年3月31日）
- 正四位（1908年2月21日）
- 从三位（1911年3月20日）
- 正三位（1916年3月31日）
- 从二位（1923年5月10日）
- 正二位（1923年5月10日）
- 从一位（1939年6月27日）

### 勳章獎章
- 大日本帝国
  -  勳五等双光旭日章（1898年7月13日）
  -  勳四等瑞寶章（1899年12月27日）
  -  勳三等旭日中綬章（1902年12月28日）
  -  勋一等旭日大绶章（1906年4月1日）
  -  明治三十七八年從軍記章（1906年4月1日）
  -  韓国並合紀念章（1912年8月1日）
  -  大正大礼纪念章（1915年11月1日）
  -  大正三四年从军记章（1915年11月7日）
  - 金杯一组（日语：賞杯）（1915年11月7日）
  -  勋一等旭日桐花大绶章（日语：勲一等旭日桐花大綬章）（1928年11月10日）
  -  昭和大礼纪念章（1928年11月10日）
  - 御紋付銀杯（日语：賞杯）（1929年1月15日）
  - 御紋付銀杯（日语：賞杯）（1939年1月16日）
- 大韓帝國
  -  圣寿五十年称庆纪念章（1903年1月29日）
  -  勋一等太极大绶章（1904年5月7日）
- 大清
  -  第一等第三品御赐双龙宝星（1909年12月18日）
- 義大利王國
  -  骑士大十字级圣莫里斯和圣拉撒路勋章（英语：Order of Saints Maurice and Lazarus）（1909年12月18日）
- 中華民國
  -  一等大绶宝光嘉禾章（1916年12月24日）
- 英国
  -  爵级大十字圣米迦勒及圣乔治勋章（1923年10月1日）
- 泰國
  -  大十字骑士级白象勋章（1931年4月28日）
- 滿洲國
  -  建国功劳章（1934年3月1日）
  -  皇帝訪日紀念章（1935年9月21日）
  -  勋一位龙光大绶章（1937年2月9日）
  - 银质花瓶一个（1938年6月28日）
- 比利时
  -  利奥波德勋章（1934年12月28日）